# Georg Riedesel zu Eisenbach (Erbmarschall, 1845)

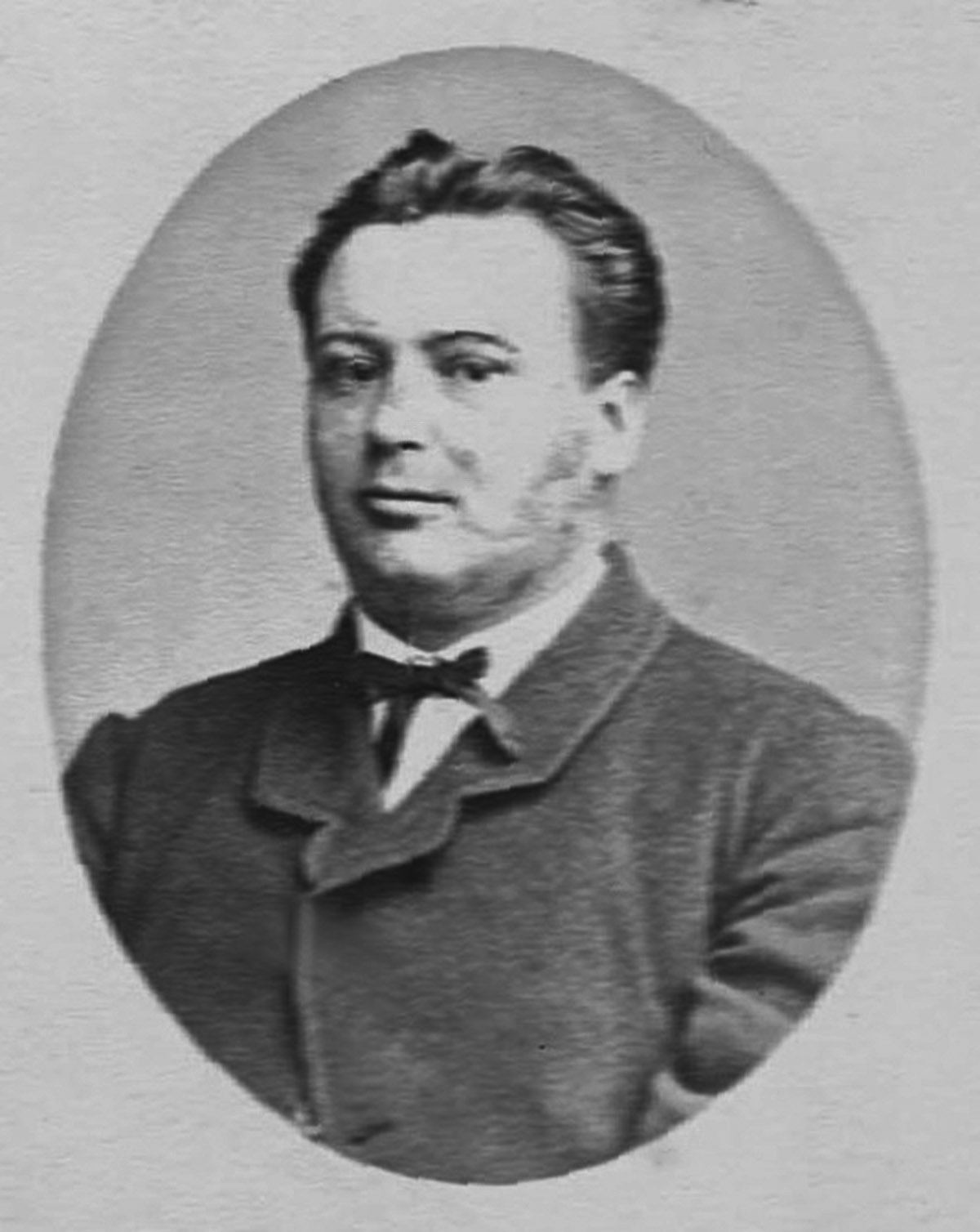
Georg Riedesel

Georg Riedesel Freiherr zu Eisenbach (* 10. Juni 1845 in Schloss Altenburg (Alsfeld); † 2. Juli 1897 ebenda) aus dem Hause der Freiherren Riedesel war Standesherr und Erbmarschall der hessischen Landgrafen.

## Leben
Riedesel war der Sohn des 31. Erbmarschalls Georg Riedesel zu Eisenbach (1812–1881) und dessen Ehefrau Therese von Herda zu Brandenburg (1819–1880).
Am 4. November 1863 immatrikulierte Riedesel sich an der Hessischen Ludwigs-Universität für Forstwirtschaft. Vom 30. Juli 1864 bis Ostern 1870 war er im Corps Starkenburgia aktiv. Ausgezeichnet wurde er als Fuchsmajor, Consenior und dreimal als Senior. Das Staatsexamen bestand er im Wintersemester 1869/70. Als Sekondeleutnant wurde er im Deutsch-Französischen Krieg schon am 24. Februar 1870 schwer verwundet. Bis zum 28. Februar 1871 war er in französischer Kriegsgefangenschaft. Er schied als Rittmeister aus dem Militärdienst aus. Sein jüngerer Bruder Ludwig (* 2. April 1847) war Gerichtsreferendar in Wiesbaden.
Georg Riedesel wurde Majoratsherr und erbte als Senior der Familie nach dem Tod von Giesebert Riedesel zu Eisenbach 1885 Amt und Titel des hessischen Erbmarschalls und den Rang eines Standesherren für die Herrschaft Riedesel. Als Standesherr war er automatisch Mitglied der Ersten Kammer der Landstände des Großherzogtums Hessen. Ihr gehörte er von 1883 bis zu seinem Tode 1897 an. 1885 war er als Standesherr Mitglied im Kommunallandtag Kassel. Von 1886 bis 1897 saß er im Preußischen Herrenhaus. Er war Ehrenritter Johanniterordens und lebte in Darmstadt.
Georg Riedesel war mit Anna, geborene von Stülpnagel, verheiratet. Der gemeinsame Sohn Georg wurde Landrat in Hofgeismar.

## Auszeichnungen
- Eisernes Kreuz II. Klasse[1]
- Hessisches Militär-Verdienstkreuz[1]
- Kriegsdenkmünze für die Feldzüge 1870–71 (Deutsches Reich)[1]